# Henry S. Caulfield
Henry Stewart Caulfield, född 9 december 1873 i Saint Louis, Missouri, död 11 maj 1966 i Saint Louis, Missouri, var en amerikansk republikansk politiker. Han var ledamot av USA:s representanthus 1907–1909 och Missouris guvernör 1929–1933.
Caulfield avlade 1895 juristexamen vid Washington University och inledde därefter sin karriär som advokat i Saint Louis. Han efterträdde 1907 John T. Hunt som kongressledamot och efterträddes 1909 av Patrick F. Gill. Mellan 1910 och 1912 tjänstgjorde han som domare i en appellationsdomstol.
Caulfield efterträdde 1929 Samuel Aaron Baker som guvernör och efterträddes 1933 av Guy Brasfield Park.
Caulfield avled 1966 och gravsattes på Oak Grove Cemetery i Saint Louis.